# Leah Cairns
Leah Cairns (Vancouver, 2 giugno 1974) è un'attrice canadese.

## Biografia

### Carriera
Si è distinta per avere interpretato Margaret "Racetrack" Edmondson in Battlestar Galactica.

### Vita privata
Nata a Vancouver nel 1974, dal 2004 è sposata con Kevin Hawryluk, da cui ha avuto due gemelle di nome Aura e Kaia. Ha una nipote affetta da mielite trasversa e per questo ha realizzato una raccolta fondi per curarla.

## Filmografia

### Cinema
- 88 minuti (88 Minutes), regia di Jon Avnet (2007)
- Interstellar, regia di Christopher Nolan (2014)

### Televisione
- Tru Calling - serie TV, episodio 1x07 (2003)
- Battlestar Galactica - serie TV, 35 episodi (2005-2009)
- Godiva's - serie TV, 19 episodi (2005-2006)
- Supernatural - serie TV, episodi 2x08, 14x05 (2006, 2018)
- Kyle XY - serie TV, 13 episodi (2007-2008)
- Sanctuary - serie TV, 4 episodi (2007)
- Cedar Cove - serie TV, 2 episodi (2014)
- Fargo - serie TV, episodio 1x02 (2014)
- Motive - serie TV, episodio 3x06 (2015)
- Travelers - serie TV, 27 episodi (2016-2018)
- Bates Motel - serie TV, episodio 5x10 (2017)

## Doppiatrici italiane
Nelle versioni in italiano delle opere in cui ha recitato, Leah Cairns è stata doppiata da:
- Alessandra Cassioli in Kyle XY, Interstellar
- Emanuela D'Amico in Battlestar Galactica
- Gilberta Crispino in Supernatural (ep. 2x08)
- Laura Romano in Supernatural (ep. 14x05)
- Irene Di Valmo in Motive
- Selvaggia Quattrini in Travelers
- Francesca Fiorentini ne Al nuovo gusto di ciliegia